# Улица Андрея Пумпура (Рига)
Улица Андрея Пумпура (латыш. Andreja Pumpura iela) — улица в исторической части города Риги, в Центральном районе, в так называемом «тихом центре», или «посольском районе». Пролегает в юго-восточном направлении, параллельно улице Элизабетес, от улицы Антонияс до улицы Кришьяня Валдемара. В средней части пересекает улицу Юра Алунана; с другими улицами не пересекается.
Общая длина улицы Андрея Пумпура составляет 216 метров. На всём протяжении улица сохраняет историческое покрытие булыжником, движение двустороннее. Ширина проезжей части — около 7 метров. Общественный транспорт по улице не курсирует.
Нумерация нечётной стороны ведётся от ул. Антонияс, а нумерация чётной — в противоположном направлении, от ул. Кришьяня Валдемара.

## История
Улица Андрея Пумпура была спроектирована на месте бывших огородов Рижского госпиталя Св. Георгия, одновременно с нынешней ул. Юра Алунана, в 1871 году. На плане города упомянутые новые улицы образовывали наклонный крест, известный как Андреевский крест, что и дало первоначальное название нынешней улице Пумпура — Андреевская улица (нем. Andreasstrasse, латыш. Andreja iela). В городские земельные книги Андреевская улица внесена в 1872 году, а в адресных книгах впервые упомянута в 1877.
В 1923 году улица была переименована в честь латышского поэта Андрея Пумпура, автора эпоса «Лачплесис». В годы немецкой оккупации носила имя полковника вермахта Вильгельма Уллершпергера, участника взятия Риги в 1941 году (нем. Ullerspergerstraße, латыш. Ullerspergera iela). С 1944 года восстановлено название улица Андрея Пумпура, которое более не изменялось.

## Застройка
Застройка улицы сформировалась на рубеже XIX–XX веков, каждое здание представляет интерес с точки зрения архитектуры.
Нечётная сторона
- Дом № 1 — бывший доходный дом фон Пандера (1889, архитектор Я.-Ф. Бауманис).
- Дом № 3 — бывший доходный дом фон Страндманиса (1891, архитекторы К. Пекшенс, К. Фельско). В 1920-1930-е годы в этом доме проживал министр обороны Латвии Э. Лайминьш.
- Угловой дом по ул. Юра Алунана, 5 — построен как жилой дом (1876, архитектор Г. Шель), в настоящее время здание посольства Великобритании[4].
- Дом № 5 — доходный дом купца М. В. Нестерова[5], 1906, архитекторы Кнут Васашерна и Густав Линдберг. Строительство велось под надзором А. Ванагса[6].

Чётная сторона
- Дом № 2 — особняк И. Г. Барча (1873, архитектор Г. Шель), в настоящее время посольство Турции[7].
- Дом № 4 — бывший доходный дом Ритерберга (конец XIX века).
- Дом № 6 — бывший доходный дом Барча (1878-1879, архитектор К. Фельско[8].
- Угловой дом по ул. Юра Алунана, 7 (ранее имел адрес ул. Андрея Пумпура, 8) — построен как жилой дом (1876, архитектор Г. Шель). В советское время в здании находился Дом культуры работников образования и науки («Дом учителя»)[2]. В настоящее время — здание посольства Швеции (вход с улицы Андрея Пумпура)[9].
- Угловой жилой дом по ул. Антонияс, 6А — построен в 1954-1955 гг. для работников МВД Латвийской ССР.

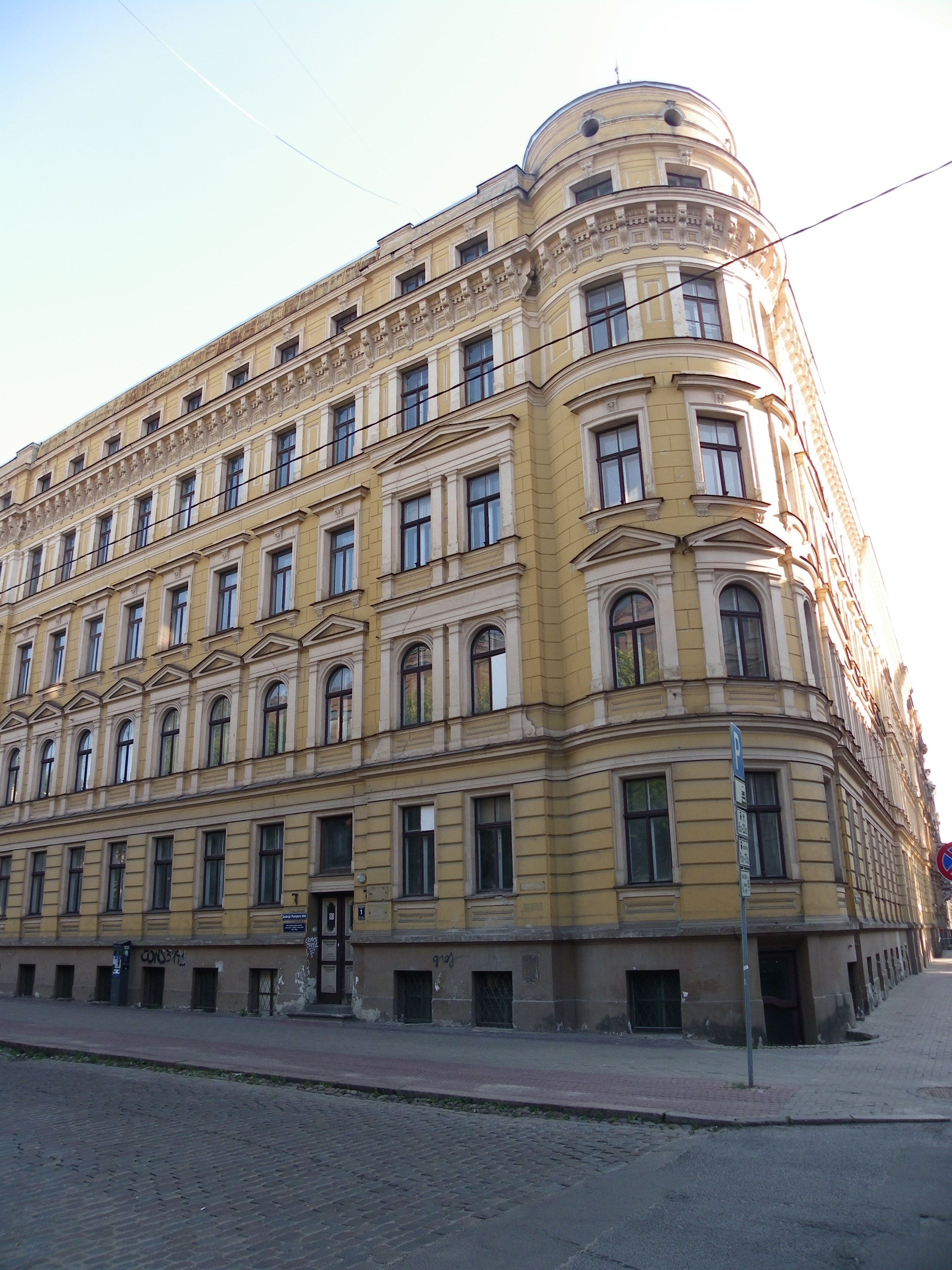
Дом № 1
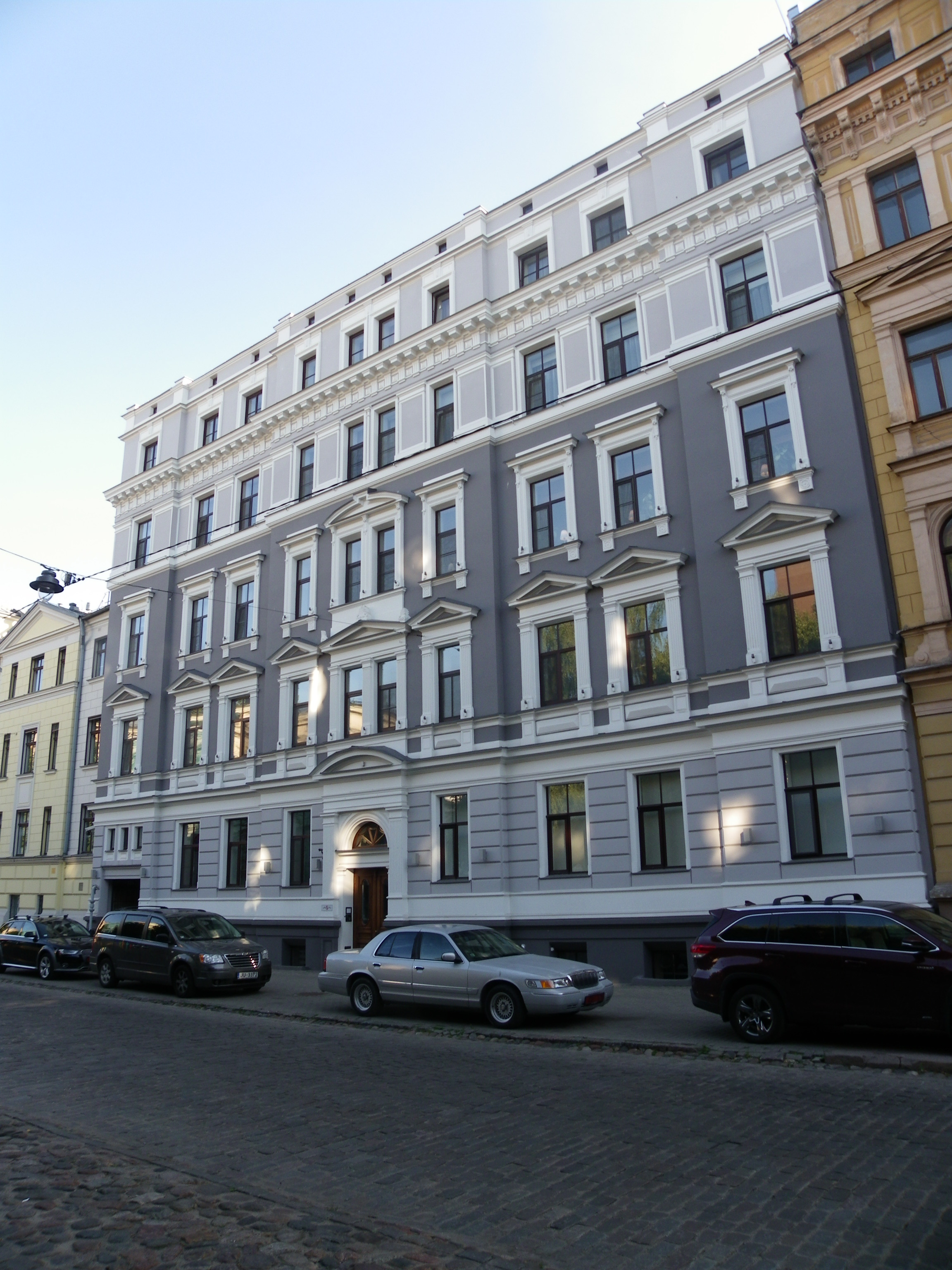
Дом № 3
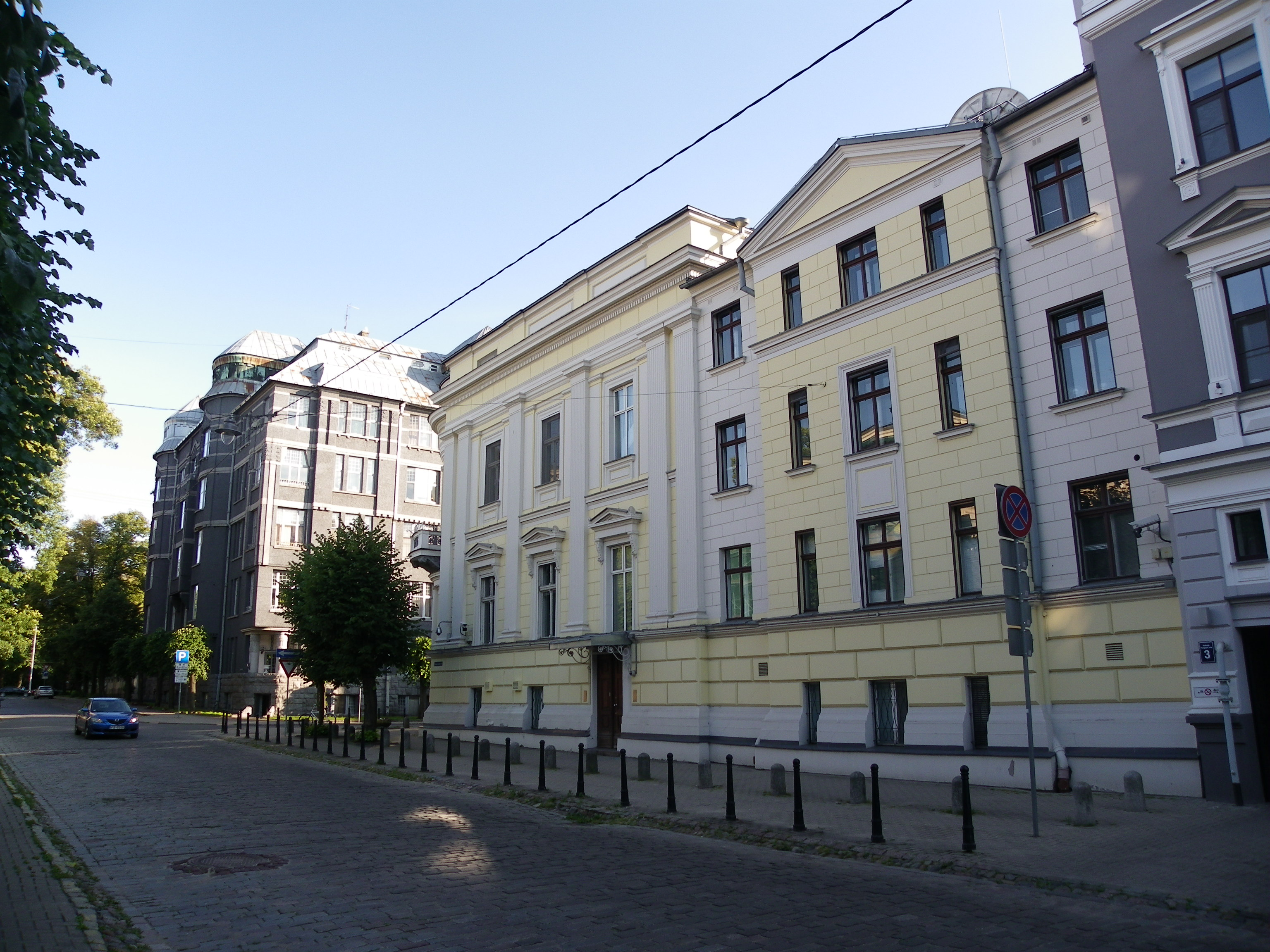
Вид на перекрёсток с ул. Ю. Алунана
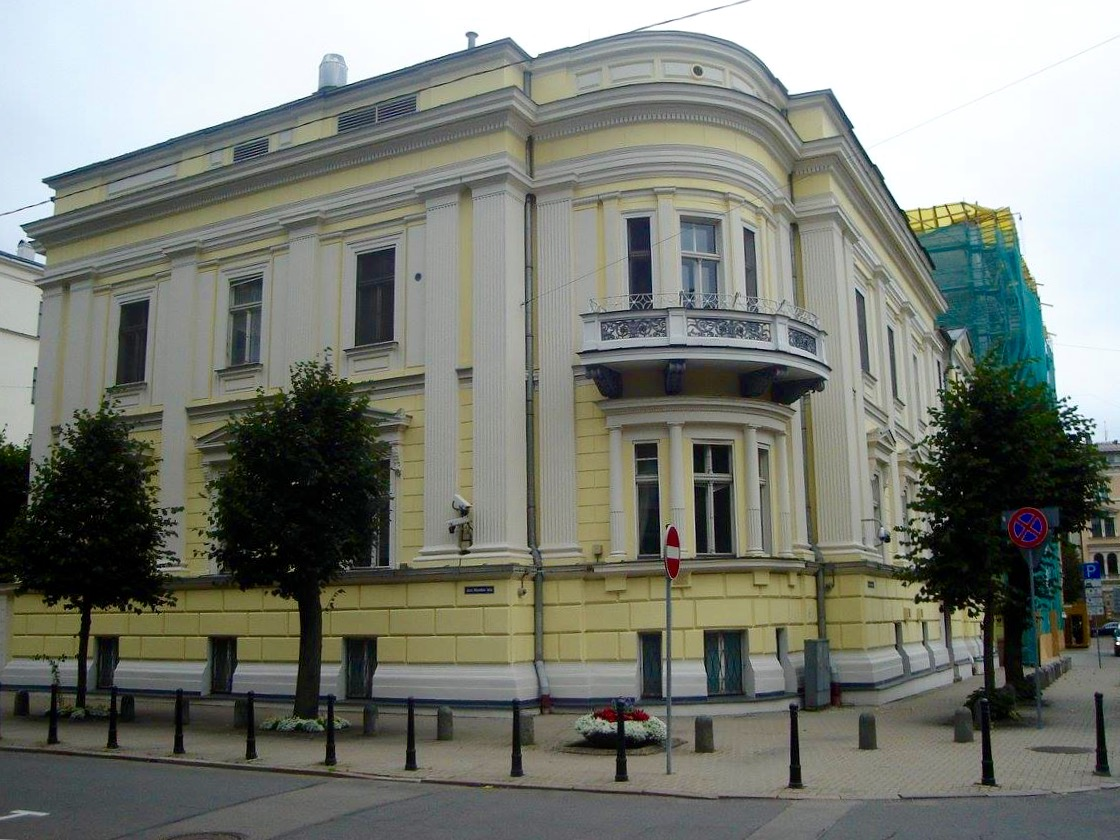
Посольство Великобритании
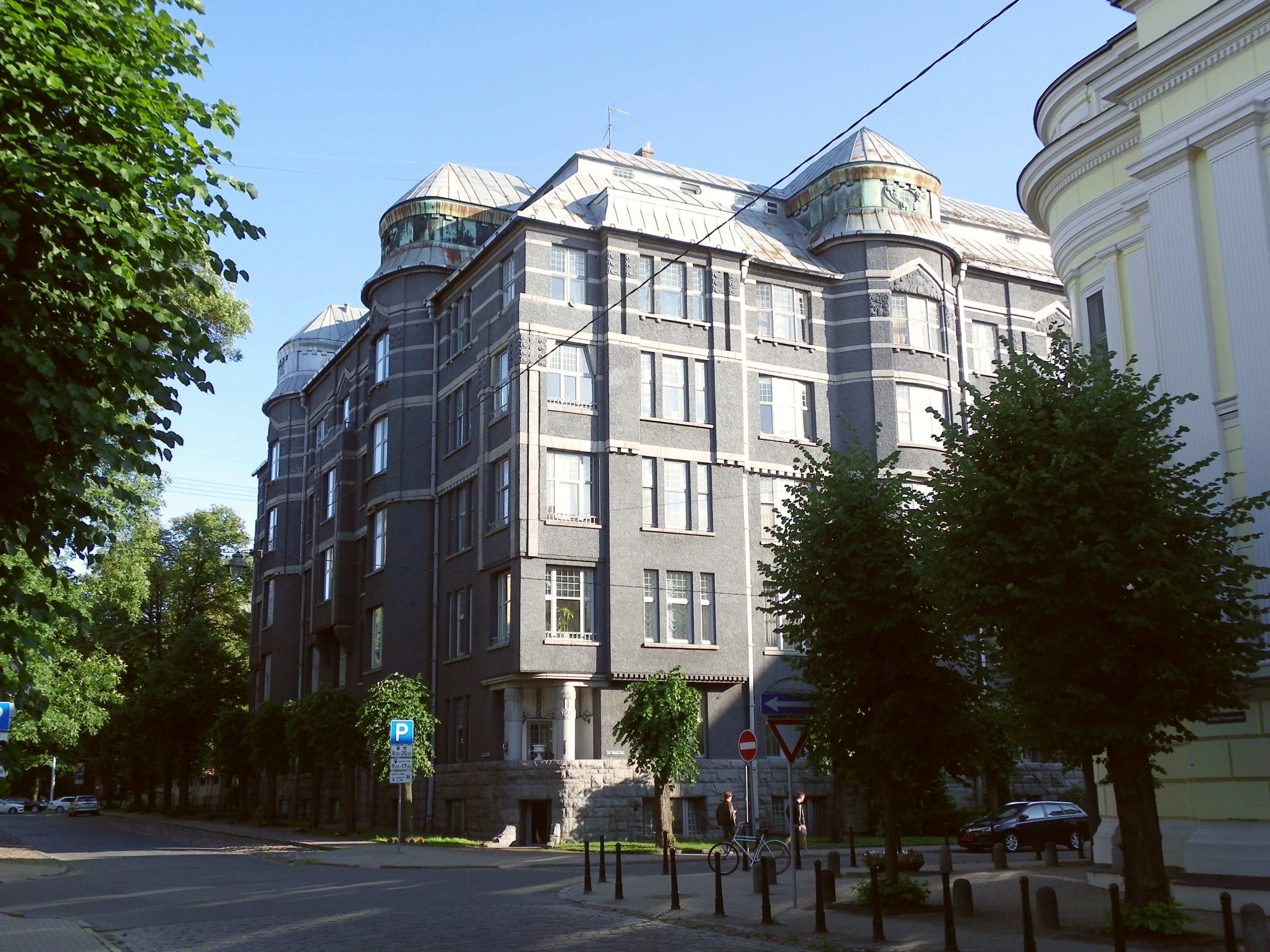
Дом № 5
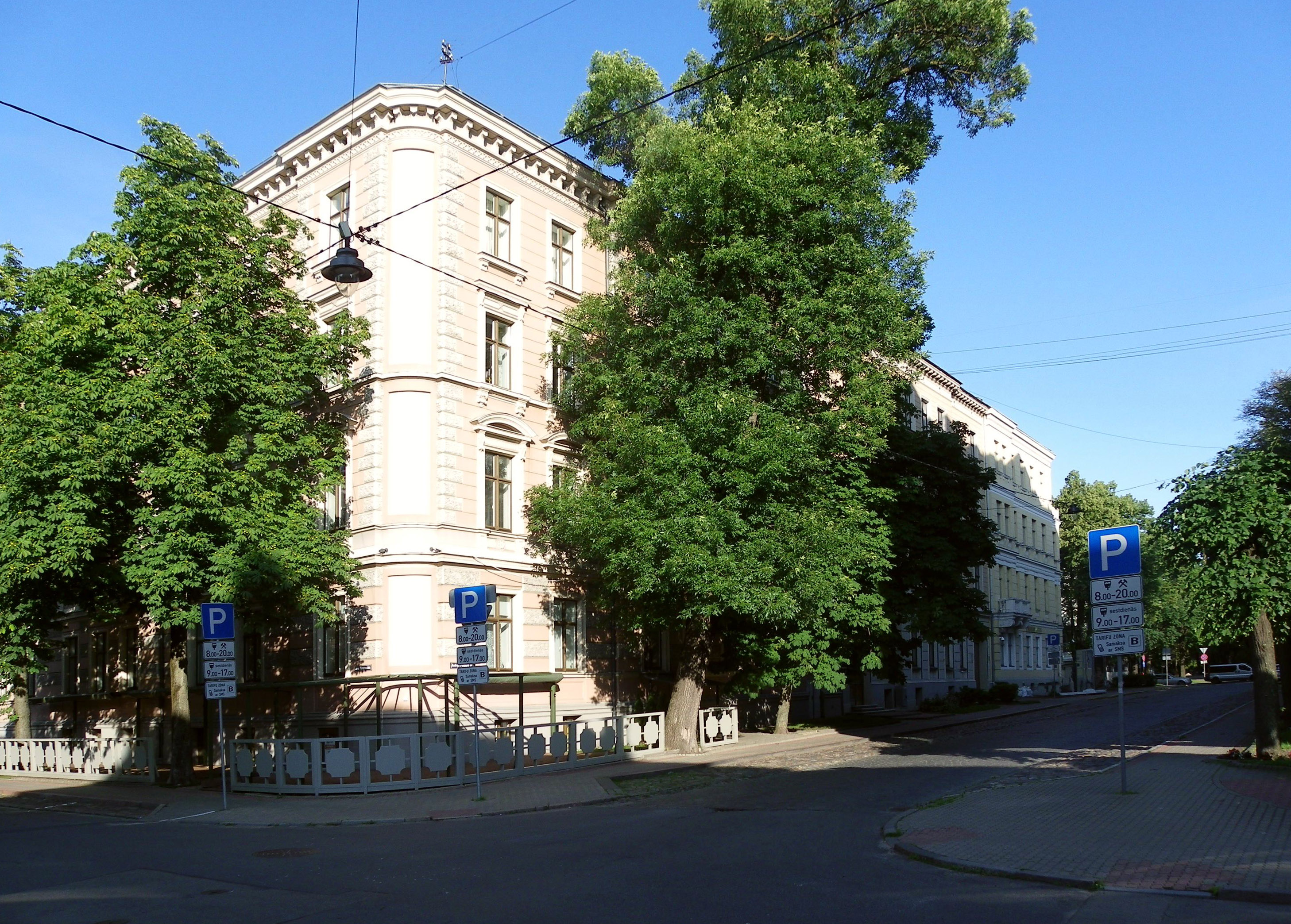
Дом № 6
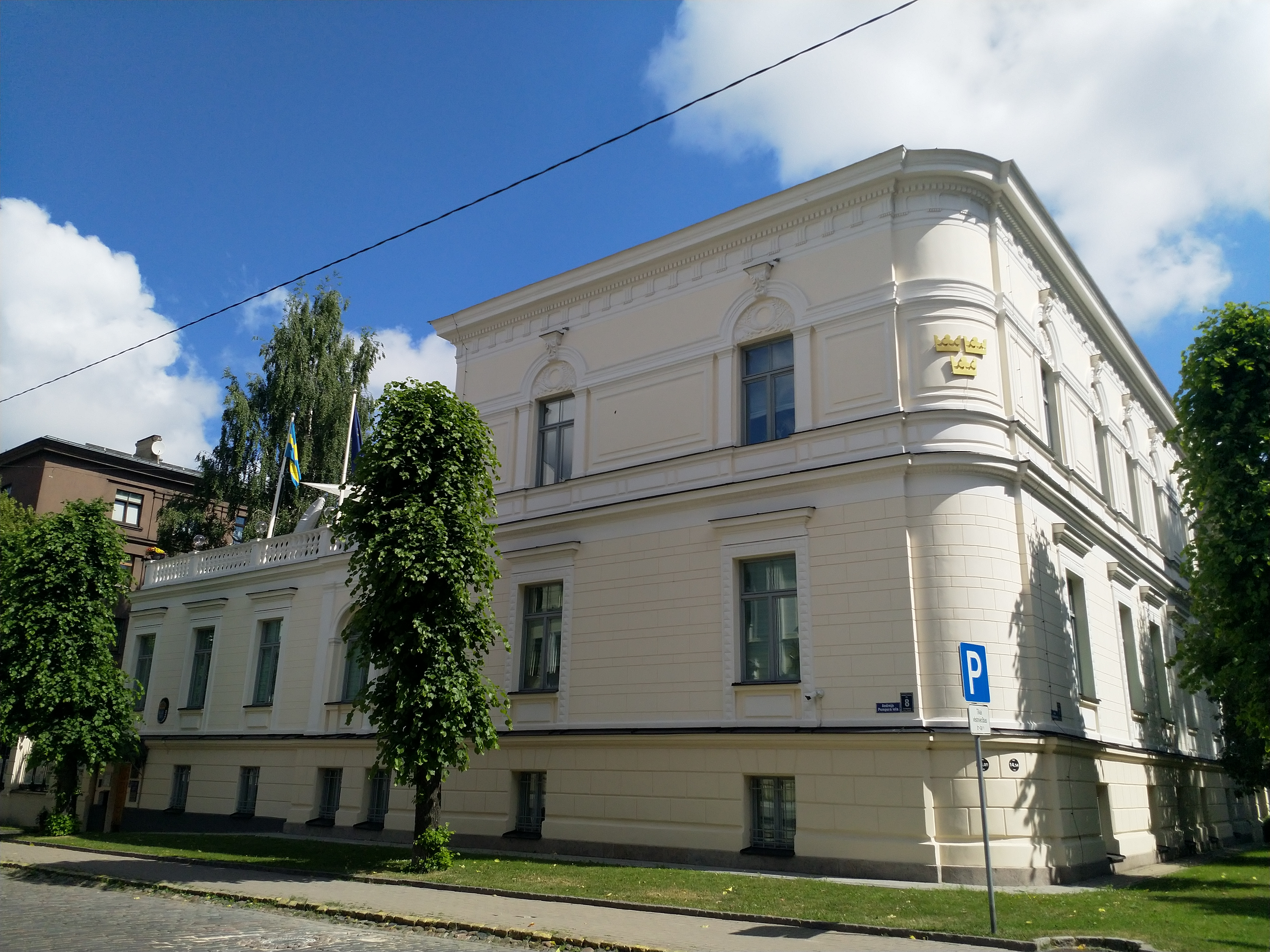
Бывший дом № 8
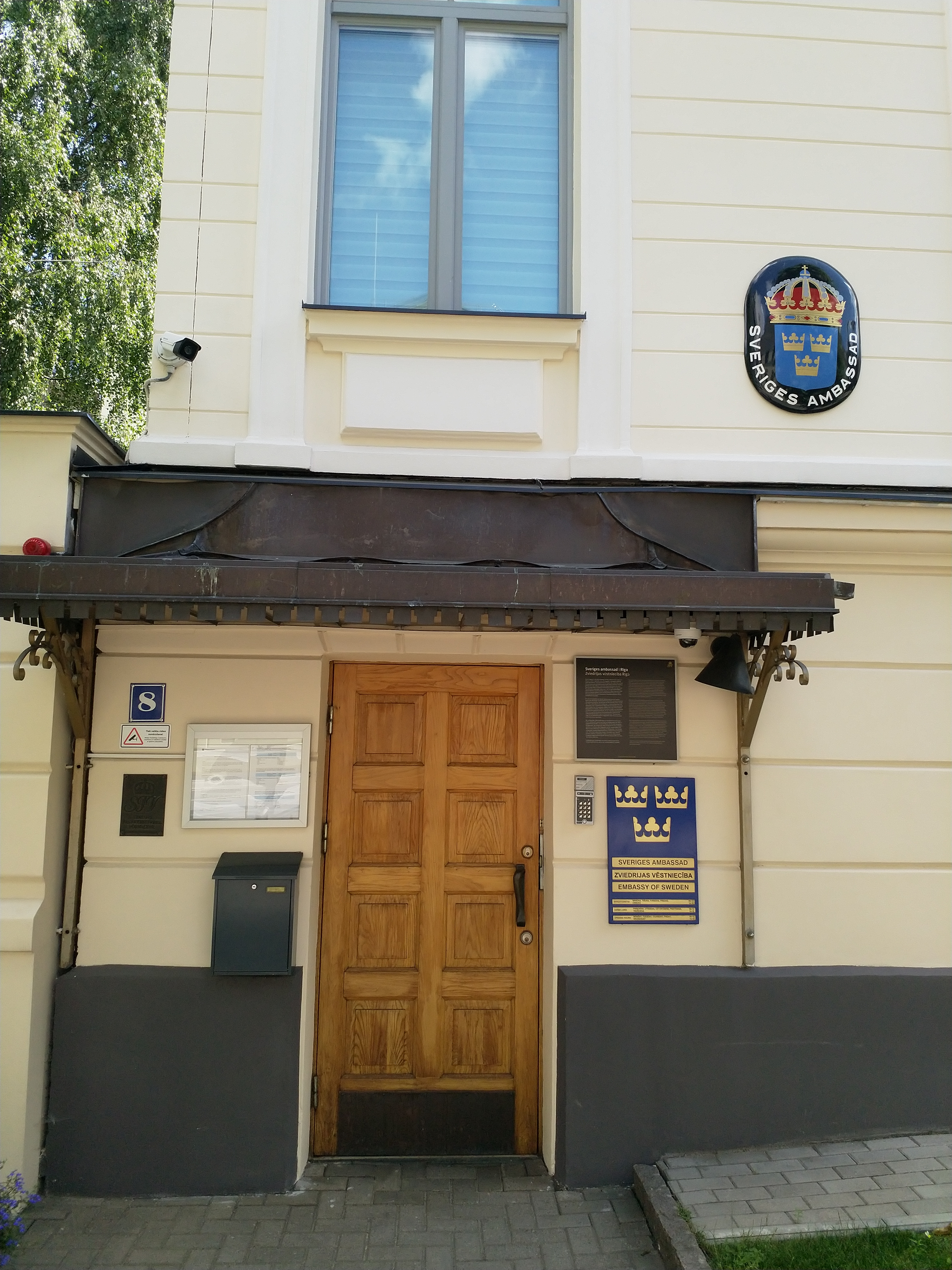
Посольство Швеции
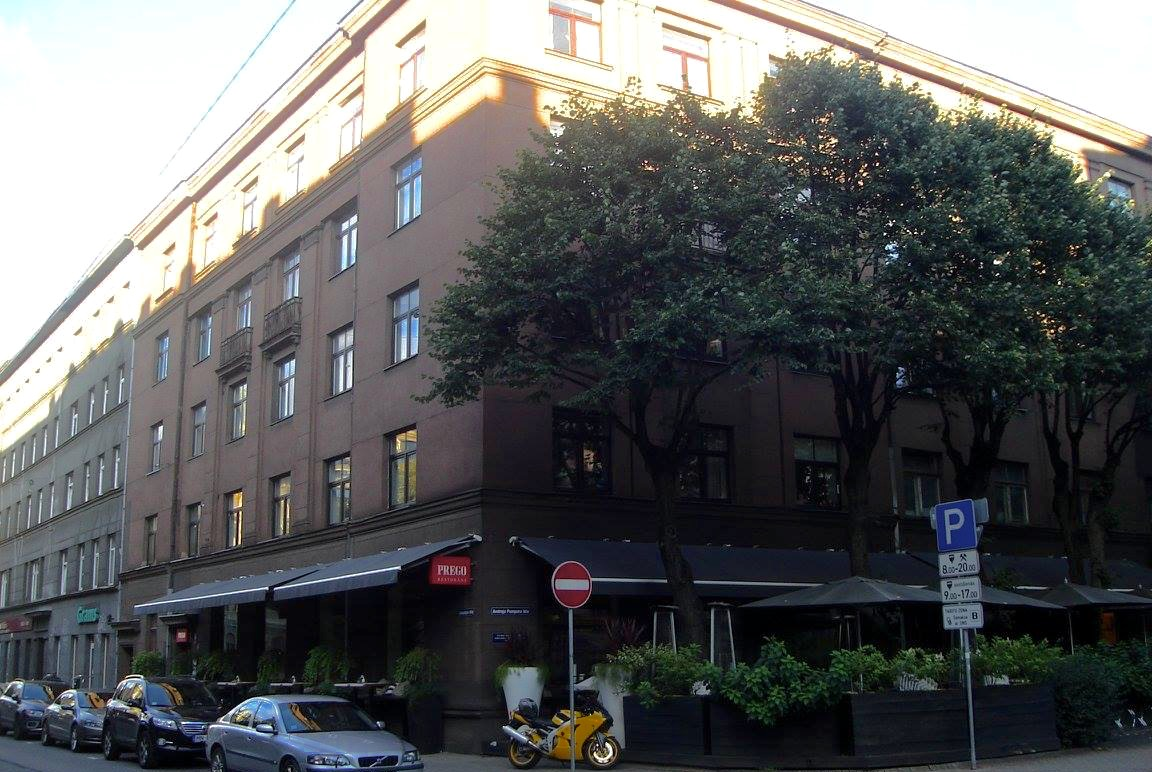
Улица Антонияс, 6А